# Helianthemum almeriense
Helianthemum almeriense, conocida con el nombre de jarilla, mata turmera o tormera es una planta leñosa muy ramificada de la familia Cistaceae, de vistosas flores blancas, que florece en invierno y primavera.

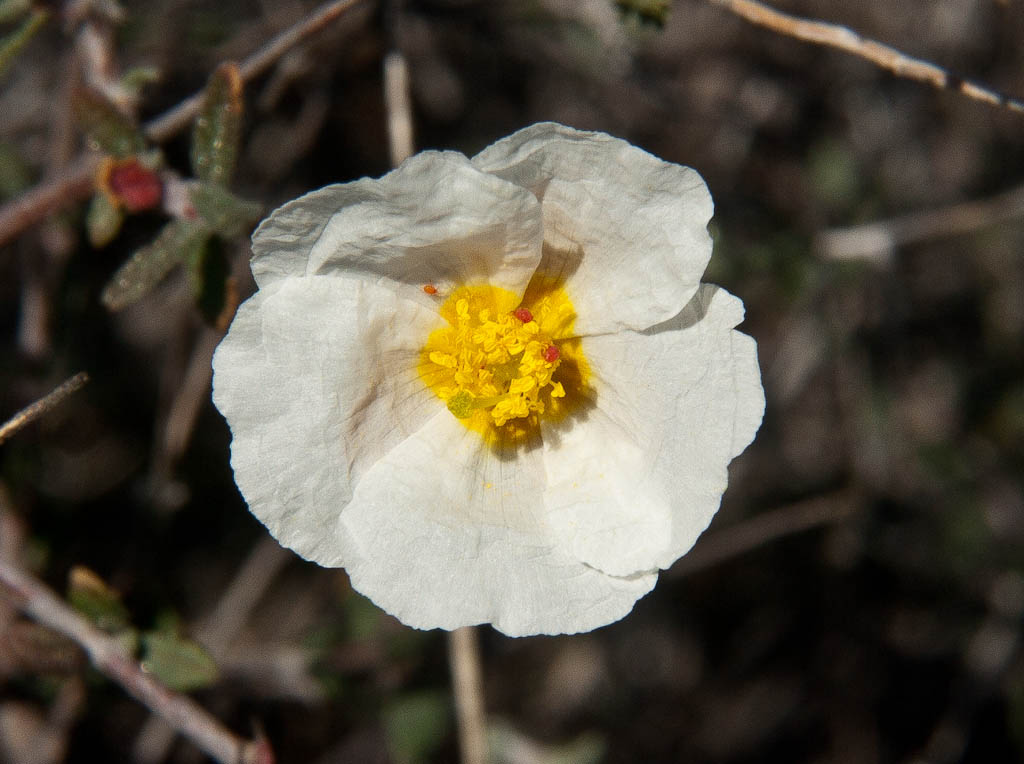
Detalle de la flor

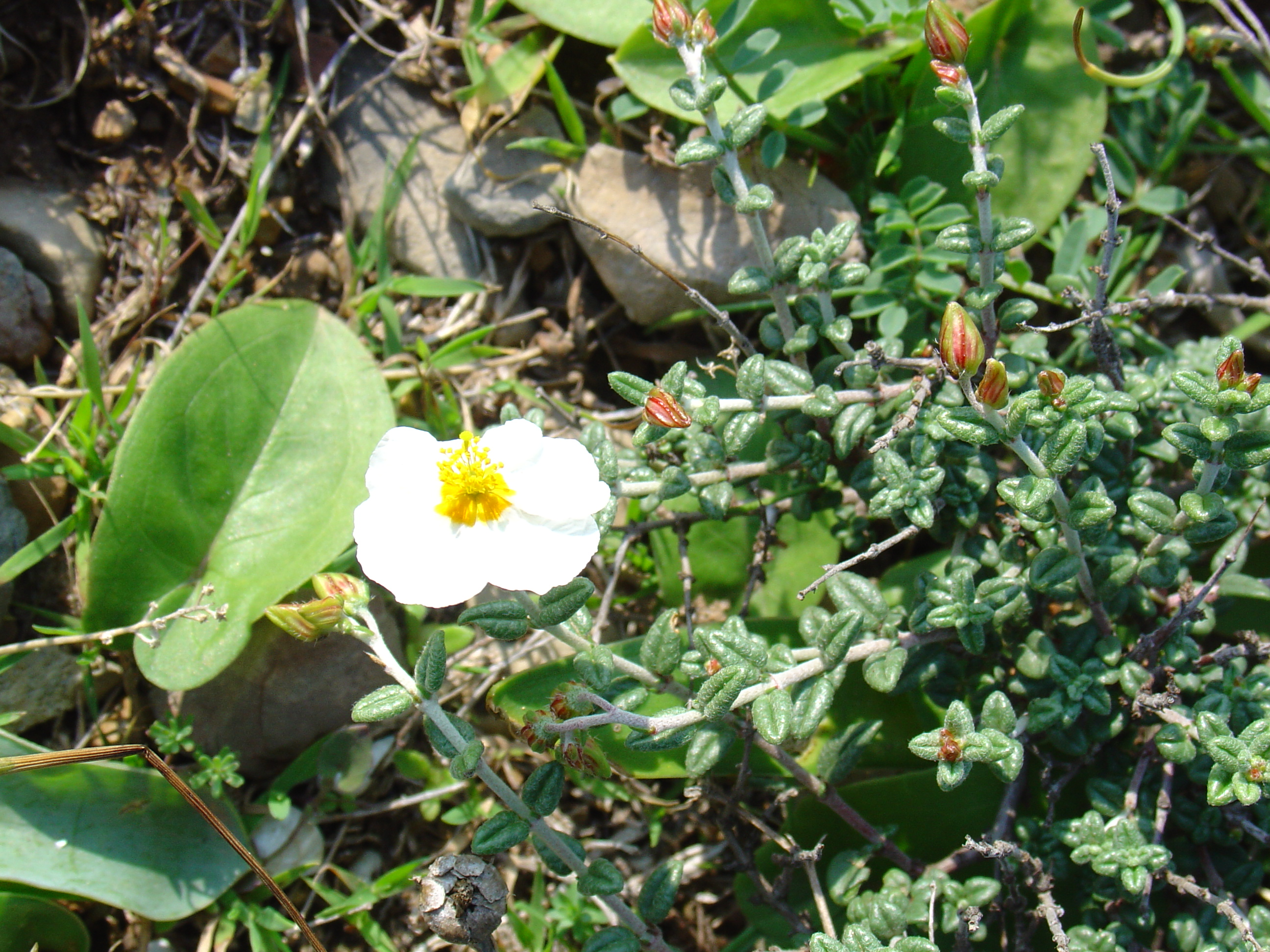
Vista de la planta

## Descripción
Planta perenne, de 8-60 cm de altura, fruticosa, intricado-ramosa; cepa más o menos tortuosa, de ramas en general divaricadas. Tallos patentes, divaricados, raramente erecto-ascendentes, de glabros a incano-tomentosos, pardo-rojizos. Hojas de elípticas a oblongo-lanceoladas o linear-lanceoladas, raramente suborbiculares, obtusas, planas o más raramente de margen algo revoluto, de glabras a esparcidamente estrellado-pubescentes por el haz, y de envés glabro, más raramente estrellado- pubescente o tomentoso, y con los nervios laterales en general poco prominentes; limbo 2-18 por 0,6-4 mm; estípulas de hasta 2-3,5 mm, más cortas o más largas que el peciolo, subuladas o triangular-subuladas, de ápice a menudo pilífero, glabras o más o menos pelosas, verdes. Inflorescencia simple, algo laxa, de 2-10 flores. Botones florales ovoideo-cónicos, agudos, de ápice manifiestamente retorcido. Sépalos internos 4-8 mm –de 5-8,5 mm en la fructificación–, oblicuamente ovado-elípticos, subobtusos, membranáceos, glabros, con menor frecuencia estrellado-pubescentes, en general purpúreos, con los espacios intercostales de cerca de 1 mm de anchura máxima, y de costillas prominentes, raramente setosas; sépalos externos de linear-espatulados a elípticos, de longitud cerca de 1/3 la de los internos, glabros o glabrescentes, verdosos. Pétalos 6-12 mm, obovado-flabeliformes, algo arrugados, a veces retusos, blancos, más raramente rosados, maculados. Fruto en cápsula de 4,5-7 mm, de longitud similar o menor que la del cáliz, globosa o elipsoidal, densamente pelosa, polisperma. Semillas 1,2-1,5 mm, de un pardo acastañado o pardo rojizo obscuro.

## Hábitat y distribución
Tomillares y lugares despejados, en suelos secos, pedregosos, calizos, micacíticos, margosos o en yermos de yeso, a veces también en terrenos volcánicos e incluso en los arenosos (playas); desde el nivel del mar hasta 1200 m de altitud. Sureste árido de la península ibérica; se ha citado también de Marruecos, donde su presencia necesitaría ser confirmada.

## Ecología
Su presencia está relacionada con la de un hongo micorrícico: Terfezia claveryi o turma, que es de los llamados trufas del desierto (fam. Terfeziaceae), subterráneo y comestible, de interés culinario y como alimento del ganado.
Tal característica se traduce en unos de los nombres vernáculos de la especie -y otras del género Helianthemum, tales como Mata turmera y Tormera.

## Taxonomía
Helianthemum almeriense fue descrita por Carlos Pau Español y publicado en Mem. Mus. Ci. Nat. Barcelona, Ser. Bot. i. n.º 3, 11 (1925).
Etimología
Helianthemum: nombre genérico que deriva del griego antiguo  Ἥλιος (Helios), "el Sol" y  ανθεμοζ, ον (anthemos, on), "florecido", pues las flores solo se abren con el calor del sol (necesitan una temperatura superior a 20 °C para desplegar sus pétalos) y tienen un cierto fototropismo positivo. Ciertos nombres vernáculos en castellano, tales como Mirasol, corroborarían esta interpretación. Autores sostienen que su nombre es debido a la semejanza de las flores amarillas con el astro solar; sin embargo muchas especies son blancas, anaranjadas, rosadas o purpúreas, lo que no cuadra con esta interpretación. Otros por el afecto que tendría el género por los sitios soleados...
almeriense: epíteto geográfico que alude a su localización en Almería.
Taxones infraespecíficos
- Helianthemum almeriense var. scopulorum (Rouy) Losa & Rivas Goday[5]

Sinonimia
- Helianthemum almeriense subsp. scopulorum (Rouy) Rivas Mart. & al.
- Helianthemum almeriense var. almerianum Losa & Rivas Goday
- Helianthemum almeriense var. minutifolium Rigual ex O.Bolòs & Vigo
- Helianthemum eulaliae var. foliosum Sennen
- Helianthemum eulaliae Sennen
- Helianthemum leptophyllum f. psilosepalum Willk.
- Helianthemum leptophyllum f. squarrosum Grosser in Engl.
- Helianthemum leptophyllum subsp. almeriense (Pau) Sagredo & Malag. in Malag.
- Helianthemum leptophyllum subsp. scopulorum (Rouy) Sagredo & Malag. in Malag.
- Helianthemum psilosepalum (Willk.) Sennen
- Helianthemum rigualii Alcaraz, Peinado & Mart.Parras
- Helianthemum violaceum f. minutifolium Pau[2]